# Salvelinus lepechini
Salvelinus lepechini — вид риб з роду Палія родини лососевих.

## Опис
Загальна довжина сягає 75-80 см, ваги до 9,5 кг. Відрізняється великою головою і опуклим чолом. Відмінності за пропорціями тіла, формою кісток голови і хрящового черепа від арктичної палії незначні. На щелепах, піднебінній і язиковій кістках, сошнику є невеликі зуби. Верхня щелепа заходить за задній край ока, нижня приострен, сплющена з боків. Виріст на кінці нижньої і виїмка на кінці верхньої щелепи слабо розвинені. У бічній лінії є 114–160 лусок; зябрових тичинок — 20-30; хребців — 62-66; пілоричних придатків — 32-52.
Забарвлення голови і спини зверху темні, боки зеленувато-сірі, черево яскраво-помаранчеве або жовте. З боків рідкісні дрібні плями яскраво помаранчевого кольору. Губи частіше жовті. Під час нересту забарвлення стає особливо яскравою.

## Спосіб життя
Веде переважно озерний спосіб життя, як виняток дуже рідко зустрічається в річках. За характером живлення це евріфаг, що поїдає рибу, а також бокоплавів, молюсків, повітряних і водних комах.
Стає статевозрілою на 5 році; окремі особини дозрівають на 6 році життя. Нерест кожної особини не є щорічним. Розмножується з кінця літа по жовтень.
Відкладання ікри відбувається на мілинах біля берегів на кам'янистому ґрунті, рідше на піщано-галечному. Абсолютна плодючість — 1470-8040, в середньому 2914 ікринок. Ікра жовтого або світло-помаранчевого кольору, велика, діаметром 4-5 мм. Розвиток ікри триває 4-5 місяців. Поласувати нею люблять минь, сиги, особливо сиг-валаамка, йорж, гольян. До весни з відкладених кожної самкою ікринок часто залишається кілька штук.
Мешкає до 20 років.

## Розповсюдження
Мешкає у озерах Швеції, Фінляндії, південної Норвегії та Росії. Це цінна риба, що має місцеве промислове значення, має чудовий смак, але її добувають в невеликих кількостях.